# حسام الشخشير
حسام نعيم عبد العزيز شخشير (مواليد 4 اذار 1958)، أكاديمي وخبير في الإسلام السياسي والقانون الدولي الإنساني، حاصل على الدكتوراه في التاريخ من جامعة مؤتة بالأردن. تنوعت أدواره من المستشار الإقليمي للشؤون الإسلامية في اللجنة الدولية للصليب الأحمر إلى نائب رئيس بلدية نابلس، مساهمًا في تعزيز الحوار ودمج القانون الدولي الإنساني في الأوساط الأكاديمية والمجتمعية من ثم تم انتخابه من قبل أعضاء المجلس البلدي ليصبح رئيس بلدية نابلس . له إسهامات مهمة في البحث الأكاديمي والعمل الإنساني، معروف بقدرته على التحليل السياسي وإدارة الأزمات.

## النشأة والتعليم
ولد الدكتور حسام نعيم عبد العزيز شخشير في نابلس، فلسطين، حيث بدأ تعليمه الأولي وتابع دراسته العليا في مجالات متخصصة تعكس اهتماماته العميقة بالشرق الأوسط وقضاياه. حصل على بكالوريوس في دراسات الشرق الأوسط من جامعة بيرزيت في فلسطين، مما مهد الطريق أمامه للغوص أعماقًا في تاريخ وسياسات المنطقة. لاحقًا، أكمل درجة الماجستير في التاريخ الحديث للشرق الأوسط من الجامعة الأمريكية بالقاهرة، مصر، حيث ركز في بحثه على تاريخ محمد علي باشا، الحاكم العثماني لمصر. استمرارًا في مسيرته الأكاديمية، نال الدكتور شخشير درجة الدكتوراه في التاريخ من جامعة مؤتة في الأردن، مختصًا في دور الإخوان المسلمين في الصراعات باليمن، ليبيا، وسوريا.

## المسيرة المهنية

### رئيس بلدية نابلس[1][2]:
تم انتخاب الدكتور حسام الشخشير من قبل اعضاء المجلس البلدي المنتخب ليصبح رئيس بلدية نابلس

### نائب رئيس بلدية نابلس[1][3]:
التعاون والشراكات: يعزز الدكتور شخشير العلاقات مع المؤسسات المحلية والدولية لجلب المزيد من الدعم والموارد للمدينة، مع التركيز على تحقيق التنمية المستدامة وتعزيز السلام والاستقرار في المجتمع.

### جامعة بيرزيت
التدريس: الدكتور حسام شخشير قد شغل منصب أستاذ مساعد في جامعة بيرزيت، حيث كان يدرس مواضيع متعددة مثل التواصل الاستراتيجي في النزاعات المسلحة، الإسلام السياسي، والتاريخ الشرق أوسطي لطلاب الدراسات العليا. استفاد الطلاب من خبراته الغنية ورؤيته العميقة في تلك المجالات.
البحث الأكاديمي: أجرى الدكتور شخشير أبحاثًا رائدة في مجال الإسلام السياسي والقانون الدولي الإنساني، مع التركيز على تأثير الحركات الإسلامية في الصراعات الإقليمية.

### اللجنة الدولية للصليب الأحمر (ICRC)

#### مستشار إقليمي للشؤون الإسلامية، مكتب الشؤون الإقليمية
عمل الدكتور شخشير على دعم وفود الصليب الأحمر في الأردن، سوريا، العراق، اليمن، لبنان، ودول مجلس التعاون الخليجي، مبادرًا بإطلاق حوارات مع المؤسسات الإسلامية بما في ذلك كليات القانون الإسلامي، العلماء المسلمين، والمنظمات الإنسانية الإسلاميةو قد ساهم في تعزيز الشراكات بين الصليب الأحمر والدوائر الأكاديمية في منطقة الشرق الأوسط بشأن القانون الدولي الإنساني والقانون الإسلامي، ونظم مؤتمرات وورش عمل حول توافق هذا القانون مع الشريعة الإسلامية.

#### المسؤول عن الدوائر الأكاديمية في فلسطين
- دعم الحوار مع الجامعات: قاد مبادرات لتعزيز الحوار بين الصليب الأحمر والجامعات الفلسطينية، ونظم أنشطة تدريبية على القانون الدولي الإنساني للأساتذة وطلاب الحقوق والشريعة الإسلامية.
- تعزيز قانون الإنسان الدولي: عمل على دمج القانون الدولي الإنساني في المناهج الدراسية لكليات الحقوق والشريعة، ونظم ورش عمل للأحزاب السياسية، بما في ذلك الجماعات المسلحة، لتعزيز فهم واحترام هذا القانون.

#### رئيس مكتب نابلس ونائب رئيس وفد الضفة الغربية الشمالية
- تمثيل الصليب الأحمر[5]: مثّل الصليب الأحمر أمام الهيئات الحكومية وغير الحكومية، وأدار برنامج زيارات العائلات في ثلاث مناطق بشمال الضفة الغربية، معززًا العلاقات مع الهلال الأحمر الفلسطيني والوزارات الفلسطينية.
- إدارة برنامج زيارات العائلات: كان مسؤولاً عن إدارة برنامج زيارات العائلات في ثلاث مناطق بشمال الضفة الغربية، حيث كانت له دور حيوي في تيسير الاتصالات بين الأسر المفصولة نتيجة للنزاعات.

#### مندوب الاتصال في ليبيا ودارفور، السودان:
- تعزيز الشبكات: في ليبيا، عمل على تعزيز الشبكات مع الأطراف المحلية لتعزيز قبول الصليب الأحمر وتأمين الوصول والأمان في عدة مناطق. في دارفور، أقام بنية تواصلية ونمى العلاقات مع القادة المجتمعيين والعلماء المسلمين لتعزيز التعاون.

## العمل التطوعي:[6][7]

#### الجمعية الفلسطينية للهلال الأحمر
- كعضو نشط في الجمعية الفلسطينية للهلال الأحمر، قدم الدكتور شخشير دعمًا قيمًا في تعزيز البرامج الإنسانية والاستجابة للأزمات في فلسطين، مساهمًا في جهود الإغاثة والدعم المقدم للمجتمعات المحلية.

#### جمعية الأيدي الصغيرة
عمل بشكل تطوعي مع جمعية الأيدي الصغيرة، وهي منظمة غير حكومية تركز على تطوير المجتمع ودعم الفئات الأكثر حاجة. من خلال هذا الدور، ساهم الدكتور شخشير في تنفيذ مشاريع تعليمية وتنموية تهدف إلى تحسين جودة الحياة للأطفال والعائلات في نابلس.

## منشورات بارزة
- The Revolution in Syria and the Role of the Muslim brotherhood (2011-2017). International Journal of Historical Studies, issue No. 14, February 2021.
- The Role of Muslim Brotherhood in the Armed Conflicts in Yemen, Libya and Syria, PhD thesis, Mutah University, Jordan, March 2021.
- "Ninety-five Palestinian Years of Mohammad Ezzat Darwazeh, Dar al-Multaqa Al'Fikri AL’Arabi, Jerusalem, 1993.
- Arab League and decision-Making. Passia: Palestinian Academic Society for the study on International Affairs. Jerusalem, 1998
- Al-Rajabi's Fi sha'n tarikh al-wazir Muhammad 'Ali” (“Al-Rajabi's with Regard to the Prestige of the History of the Vizir Mohammad Ali of Egypt. Master thesis: American University in Cairo, 1986.
- Editor: Birzeit University yearbook, 1981.